# 増淵辰子
増淵辰子（ますぶち たつこ、1904年（明治37年）11月10日 - 1993年（平成5年）1月3日）は、日本の囲碁棋士。東京出身、本因坊秀哉門下、日本棋院所属、八段。本名たつ。1953年に現役引退。女流棋士として初めての囲碁使節としてアメリカに渡り、その後もヨーロッパなど海外囲碁普及に努め、また女流碁界の発展に尽くした。門下に坂田栄男や大窪一玄などがいる。

## 経歴
品川に生まれる。12歳頃に碁を覚え本因坊秀元に学び、後に本因坊秀哉門に入り小岸壮二に師事。1922年（大正11年）入段。若手の研究会六華会に参加。1925年二段。1930年三段。この頃に坂田栄男らを内弟子として育てた。1944年四段。1946年の日本棋院精鋭十人抜戦で活躍。1953年に引退、五段。1954年に囲碁使節としてアメリカに渡り、次いで1964年に北アメリカ、1965年には訪欧アマ女流使節団長としてヨーロッパ、1982年にアメリカと囲碁普及活動を行う。1954年六段。1980年、勲五等宝冠章受章。
1991年の女流囲碁まつりは、増淵の米寿を祝う会となり、七段を贈られる。1992年11月に世田谷の玉川病院に入院、1993年死去、追贈八段。姉御肌で、棋士以外にも編集者やライターなどにも慕われた。生涯独身で、養女一人がいる。門下に塚越常康、土屋半七（本因坊秀元の孫）、坂田栄男、白鳥澄子、大窪一玄、川本昇、久保本登美子。

## 受章
- 1977年 大倉賞